# Insei
El Insei (院政?) fue una forma específica de gobierno en Japón durante el período Heian. Es un sistema bifurcado, donde un emperador que ha abdicado retiene el poder desde su retiro en un monasterio budista, a fin de contrarrestar la influencia de los regentes del clan Fujiwara y de la clase guerrera. Simultáneamente, el emperador titular cumpliría con el ceremonial y los deberes formales del monarca.
Los emperadores retirados se llamaban Daijō Tennō o Jōkō, y cuando entraban en una comunidad monástica, se convertían en emperadores enclaustrados (Japonés 太上法皇 Daijō Hōō). Hubo emperadores que abdicaron y emperadores retirados a monasterios antes y después del período Heian, pero el sistema referido en el artículo comenzó con el emperador Shirakawa en 1087, y permaneció hasta la caída del Shogunato Kamakura en 1192.

## Antecedentes
El código ritsuryō proporcionaba a los emperadores abdicados algún tipo de poderes. Hay varios ejemplos, como la emperatriz Jitō, el emperador Shōmu o el emperador Uda en los siglos VII, VIII y IX. El emperador retirado Uda fue, probablemente, uno de los primeros ejemplos de este sistema, pues su sucesor Daigo fue una persona frecuentemente enferma.
A finales del siglo X, la familia Hokke del clan Fujiwara ejerció el poder en Japón, a través del sistema de regencia Sesshō y Kampaku, convirtiéndose el emperador en una figura decorativa. En 1068, el  emperador Go-Sanjō fue el primero en casi dos siglos que no era descendiente de la familia Hokke. Después de haber alcanzado el trono, ejerció personalmente el poder, mientras que los Hokke estaban ocupándose de conflictos personales entre Fujiwara no Yorimichi y su hermano Fujiwara no Norimichi. Publicó varias leyes, la más notable el decreto de regulación Enkyū Shōen, debilitando así el poder de los regentes. Ya enfermo, abdicó en 1072 en favor de Shirawawa, y murió en los años siguientes. Aunque no tuvo tiempo de ejercer el gobierno por sí mismo tras su retiro, pudo debilitar la regencia y preparó el camino para la aparición del gobierno enclaustrado.
En 1086, Shirakawa a su vez, abdicó en favor de su hijo Horikawa, de cuatro años de edad. El objetivo del emperador pudo haber sido proteger a su joven hijo contra su propio hermano (de Shirakawa), que era un serio pretendiente al trono, pero al ejercer un fuerte poder personal después de su retiro, puso en marcha el nuevo sistema y debilitó definitivamente a la regencia.

## Fin del período Heian
Alrededor del emperador retirado se desarrolló una variante de la corte imperial.(In no Chō (院庁)  La voluntad del emperador retirado se llevó a afecto a través del Inzen (院宣) y del In no Chō Kudashi Bumi (院庁下文). Los emperadores enclaustrados también tenían su ejército propio, el Hokumen no Bushi (北面の武士). La creación de este ejército llevó al clan Taira a alzarse con el poder.
El final del período Heian estuvo marcado por una sucesión de emperadores enclaustrados. Pudo haber varios emperadores retirados viviendo al mismo tiempo, pero había un solo gobernante efectivo (retirado o no), el Chiten (治天). Es importante comprender que el Chiten no gobernaba en lugar del emperador, sino que ejercía su poder de patriarca de la familia imperial. El sistema Insei puede verse como un medio de estabilización.
La rebelión Hōgen, a la muerte de Toba, fue no obstante un ejemplo de oposición directa entre el emperador vigente y el emperador retirado. El final del gobierno de Go-Shirakawa estuvo marcado por la guerra civil (las guerras Genpei), y el sugimiento de Minamoto no Yoritomo como el primer shogun Kamakura.

### Tabla
La sucesión del poder en el sistema Insei fue complejo.
| Sistema de gobierno imperial Insei | Sistema de gobierno imperial Insei | Sistema de gobierno imperial Insei | Sistema de gobierno imperial Insei | Sistema de gobierno imperial Insei |
| Emperador Número Ordinal           | Fechas Reinado                     | Emperador de Japón                 | Emperador Senior Insei             | Otros Emperadores Insei            |
| ---------------------------------- | ---------------------------------- | ---------------------------------- | ---------------------------------- | ---------------------------------- |
| 71                                 | 1067—1072                          | Emperador Go-Sanjō                 |                                    |                                    |
| 72                                 | 1072—1073                          | Emperador Shirakawa                | Go-Sanjō                           |                                    |
|                                    | 1072—1073                          | Shirakawa                          |                                    |                                    |
| 73                                 | 1086—1107                          | Emperador Horikawa                 | Shirakawa                          |                                    |
| 74                                 | 1107—1123                          | Emperador Toba                     | Shirakawa                          |                                    |
| 75                                 | 1123—1129                          | Emperador Sutoku                   | Shirakawa                          | Toba                               |
|                                    | 1129—1141                          | Sutoku                             | Toba                               |                                    |
| 76                                 | 1141—1155                          | Emperador Konoe                    | Toba                               | Sutoku                             |
| 77                                 | 1155—1156                          | Emperador Go-Shirakawa             | Toba                               | Sutoku                             |
|                                    | 1156—1158                          | Go-Shirakawa                       |                                    | Sutoku                             |
| 78                                 | 1158—1165                          | Emperador Nijō                     | Go-Shirakawa                       |                                    |
| 79                                 | 1165—1168                          | Emperador Rokujō                   | Go-Shirakawa                       |                                    |
| 80                                 | 1168—1180                          | Emperador Takakura                 | Go-Shirakawa                       | Rokujō (until 1176)                |
| 81                                 | 1180—1185                          | Emperador Antoku                   | Go-Shirakawa                       | Takakura (until 1181)              |
| 82                                 | 1184—1192                          | Emperador Go-Toba                  | Go-Shirakawa                       |                                    |
|                                    | 1192—1198                          | Go-Toba                            |                                    |                                    |

## Shogunato
Por lo general, el establecimiento del Shogunato de Kamakura marca el comienzo del período Kamakura, aunque no supuso el fin inmediato del sistema Insei. Aunque el shogunato se hizo cargo de la fuerza  policial y gobernó el Este de Japón, se mantuvieron la autoridad del emperador y del emperador retirado. La corte y el shogunato coexistieron hasta el final del período Edo. Al menos al comienzo del período Kamakura, el Chiten conservó sustanciales poderes sobre muchas decisiones importantes.
Sin embargo, cuando el emperador Go-Toba, un nieto de Go-Shirakawa, y Chiten en ese momento, planeó derrocar al shogunato y la fallida guerra Jōkyū, el poder de la corte, y particularmente el de los emperadores retirados fue reducido notablemente. Incluso después de esto, el gobierno enclaustrado continuó existiendo, al menos formalmente, por dos siglos más. Hubo movimientos para devolver la autoridad a manos del emperador en el trono, como la Restauración Kenmu por el emperador Go-Daigo, pero en general, un emperador retirado presidía la corte de Kyoto, con la aprobación del shogunato.
Hubo algunos ejemplos de emperadores retirados que supervisaron a su sucesor más tarde, en el período Edo. El último en ostentar el título Daijō Hōō fue el emperador Reigen en 1686.